# Мистерија седам сатова
Мистерија седам сатова, такође преведен под насловима Тајна седам сатова, Тајна седам бројчаника и Мистерија седам бројчаника, детективски је роман Агате Кристи први пут објављено у Великој Британији од стране издавачке куће "Вилијам Колинс и синови" 24. јануара 1929. и у САД од стране издваачке куће "Dodd, Mead and Company" касније исте године.
У овом роману, Кристијева враћа ликове из ранијег романа Тајна замка Чимниз: леди Ајлин (Бебицу) Брент, лорда Катерхама, Била Еверслија, Џорџа Ломакса, Тредвела и надзорника Бетла.
Роман је добио углавном неповољне критике. Један рецензент је приметио промену у стилу („Мање добар у смислу стила“), али је сматрао да роман „одржава ауторокин углед генијалности“. Друга је била прилично разочарана променом стила у односу на неке од њених ранијих романа, рекавши да је „напустила методични поступак истраге једног и ограниченог злочина због романсе универзалне завере и међународних неваљалаца“. Други је сматрао да је прича добро почела, али је потом зарадила оштре критике за ауторку јер је „пажљиво избегавала да остави било какве трагове који упућују на правог злочинца. Најгоре од свега, само решење је крајње бесмислено“. Године 1990. се за овај роман сматрало да има исте ликове и пријем као и Тајна замка Чимниз, „али без истог полета и образа“.

## Радња
Последњих дана изнајмљивања имања "Чимниз", сер Освалд и леди Кут организовали су пријем на ком су били Џери Вејд, Џими Тесиџер, Рони Деверо, Бил Еверсли и сер Освалдов тајник Руперт „Понго“ Бејтмен. Џери Вејд има лошу навику да се усспава. Остали планирају шалу на рачун Џералда тако што ће поставити осам будилника у његову собу и темпирати их да се пале у размацима следећег јутра. Будилници су се чули, али Вејд се није пробудио. Лакеј открива да је мртав у свом кревету и хлорал на наткасни што је био потресан догађај. Џими Тесиџер и Рони Деверо саопштавају вест Лорејн Вејд, Џеријевој полусестри. У Чимнизу Џими примећује да постоји седам будилника. Један недостаје. Касније је пронађен у живој огради.
Лорд Катерхам и његова ћерка леди Ајлин "Бебица" Брент враћају се у Чимниз. Мртвозорник доноси пресуду о смрти од несреће за Џерија. Бебица, другарица Била Еверслија, да се позабави овим. Џери Вејд је умро у својој соби. Она проналази недовршено Џеријево писмо Лорејн датирано дан пре његове смрти. Он тражи од Лорејн да заборави на посао са Седам бројчаника. Бебица одлази у Лондон да види Била. На путу је један човек излетео из живе ограде и пао на пут. Бебица га је избегла, али он се ипак срушио, мрмљајући: "Седам бројчаника..." и "Реците... Џими Тесиџер". Онда је умро. Бебица ставља његово тело у кола и одлази код лекара који јој је рекао да није ударила човека него да је убијен. Човек је Рони Деверо. Бебица се враћа кући и говори оцу шта се догодило, а он јој је рекао да је Џорџ Ломакс примио претеће писмо од Седам бројчаника.
Следећег дана Бебица стиже у Лондон и добија Џимијеву адресу од Била. Она говори Лорејн Вејд и Џимију о Ронијевој смрти. Да ли је Џеријева смрт била убиство? Бебица им је испричала о претећем писму које је добио Џорџ Ломакс. Ломакс ће бити домаћин на једном пријему следеће недеље у својој кући у Вајвернској жупи. Џими и Бебица су и сами позвани.
Бебица посећује надзорника Бетла у Скотланд Јарду, а он наговештава да Бил зна нешто о Седам бројчаника. Према Билу, Седам бројчаника је лош ноћни клуб и коцкарница и Бебица наваљује да је одведе тамо. У клубу Бебица препознаје вратара као лакеја из Чимниза. Бебица се враћа у клуб Седам бројчаника и испитује лакеја Алфреда. Он јој говори да је напустио Чимниз због далеко веће плате које је понудио Мосгоровски, власник клуба. Даље, Мосгоровски шаље замену за Алфреда у Чимниз, Џона Бауера. Алфред је води у тајну собу са столом и седам столица. Она се крије у ормару у соби и присуствује састанку. Присутни носе маске са прорезима за очи и бројчаницима на капуљачама, а сваки сат показује другачије време. Једна је жена са младежом на откривеној лопатици. Они говоре о броју седам који увек недостаје и о Ломаксовом пријему у Вајвернској жупи где ће Еберхард бити присутан са вредним изумом. Састанак је завршен, Алфред ослобађа Бебицу из њеног места за посматрање.
Еберхард је измислио формулу која би могла да ојача метале, револуционишући производњу ваздухоплова. Састанак у Вајвернској жупи намењен је могућој продаји британском министрарству ваздухопловства.
Бебица и Џими стижу у Вајвернску жупу и упознају се са Кутовима, министром ваздухопловства сер Стенлијем Дигбијем, Теренсом О’Рурком и мађарском грофицом Радски. И надзорник Бетл је тамо прерушен у конобара. Бил Еверсли је тамо као особље господина Ломакса. Схвативши да сер Стенли остаје једну ноћ, они закључују да ће те ноћи бити покушај крађе. Џими и Бил се слажу да чувају стражу са сменом у 3.00 ујутру.
На првом дежурству у ходнику у 2.00, Џимију се учинило да је чуо буку из библиотеке. Тамо наставља своју смену.
Бебица глумећи сама пресвлачи се и силази низ бршљан испред своје собе и наилази на надзорника Бетла који је стражарио напољу. Он је наговара да се врати. Она то и ради, а онда проверава Џимија у ходнику. Откривши да га нема, она одлази у Билову спаваћу собу, али открива да је погрешила и да је у грофициној празној соби. Бебица је чула огромну борбу у библиотеци и два пуцња.
Лорејн Вејд стиже у Вајвернску жупу у глуво доба ноћи. Неколико тренутака пре комешања, пакетић папира пада пред њене ноге у близини замрачене терасе. Она га подиже и види човека како се спушта низ бршљан изнад ње. Она се окреће и трчи скоро право у Бетла чија питања прекида туча у библиотеци. Кад су отрчали тамо, пронашли су Џимија онесвешћеног и погођеног у десну руку. Укућане буди бука и улећу у собу. Џими долази и прича како се борио са човеком који се спустио низ бршљан. Сер Стенли открива да је формула нестала. Бетл није узнемирен јер Лорејн још увек држи испуштени пакет и може да врати његов драгоцени садржај. Грофица је откривена у библиотеци онесвешћена иза паравана. Каже да је сишла да прочита књигу и онесвестила се од страха.
Следећег јутра, Бетл проналази угљенисану, леву рукавицу са траговима зуба у камину. Он претпоставља да је лопов бацио пиштољ на травњак са терасе, а затим се преко бршљана попео назад у кућу. Бебицин отац јавља да је лакеј Бауер нестао. Џими добија позивницу у нову кућу Кутових у Летерберију јер сумња да је Сер Освалд Број седам. Џими гледа кроз сер Освалдову радну собу. Он не налази никакве доказе против сер Освалда.
Бил одлази у Џимијев стан у Лондону. Извршиоци Ронија Девера послали су му писмо које је написао Рони, а Бил је зачуђен. Џими је звао Бебицу и Лорејн и рекао им да се састану с њим и Билом у клубу "Седам бројчаника" при чему је Билова прича „највећа прича века“. Прве стижу две девојке. Џими долази и оставља Била напољу у колима. Бебица показује Џимију собу у којој се састају "Седам бројчаника". Лорејн их прекида да би пријавила да нешто није у реду са Билом. Проналазе га онесвешћеног у колима и одводе у клуб. Џими жури по лекара. Неко је онесвестио Бебицу. Она се освешћује у Биловом наручју. Господин Мосгоровски их води на састанак Седам бројчаника. Број седам је ту. То је надзорник Бетл. Он открива да су они група хватача злочинаца и људи који раде тајно против своје земље. Герри и Ронни су почаствовани као покојни чланови. Прави идентитет грофице је глумица Бејб Ст Маур. Билл је члан. Бетл говори Бебици да је удружење успело са својом главном метом, међународним злочинцем чији је део трговине крађа тајних формула. Џими Тесиџер је тог поподнева ухапшен са својом саучесницом Лорејн Вејд. Бетл објашњава да је Џими убио Џерија Вејда када му је дошао на траг. Рони је узео осми сат из покојникове собе да види да ли ће неко реаговати на "седам бројчаника". Џими је убио Ронија Девера из истог разлога. Ронијеве последње речи биле су упозорење за "Седам бројчаника" о Џимију. У Вајвернској жупи Џими се попео уз пузавицу до собе сер Стенлија Дигбија, бацио формулу доле Лорејн, сишао низ пузавицу и у библиотеци је исценирао борбу, пуцао себи у десну руку и бацио други пиштољ на травњак. Пошто му је десна рука била онеспособљена, зубима је скинуо леву рукавицу.
Бил је глумио несвест у колима испред клуба "Седам бројчнаика". Џими никада није отишао по лекара већ се сакрио у клубу и онесвестио Бебицу. Његов план је био да остави Била и Бебицу тамо мртве.
Бебици је понуђено празно место у "Седам бројчаника", а она и Бил су се сложили да се венчају.

## Књижевни значај и пријем
Рецензија у часопису Књижевни додатак Времена од 4. априла 1929. је једном био изразито неентузијастичан у вези са Кристином књигом: „Велика је штета што је госпођа Кристи у овој, као и у претходној књизи, напустила методички поступак истраге о једном и ограниченом злочину за љубавну љубав. Јединствене завере и међународне завере. Ове готичке романсе нису за презир, али су толико различите по врсти од приче о строгој детекцији да је мало вероватно да ће ико бити вешт у оба. Госпођи Кристи недостаје случајан и лаковерни романтизам који веће платно опсежнијег злочина успешног. У таквој представи је кључна бравура, а не прецизност. Мистерија седам сатова и тајног друштва које се састајало у том злокобном округу захтева управо тако широко опхођење, али госпођа Кристи му даје то ситно проучавање које је тако вешто користила у својим ранијим књигама.“ Рецензија је закључена речима: „Не постоји посебан разлог зашто би маскирани човек био та особа каква се испоставило да јесте“.
Рецензија у часопису Њујоршки преглед књиге 7. априла 1929. почео је „После читања почетних поглавља ове књиге наслућује се необично забавна предива. У њој су неки веома весели млади људи, а чињеница да се умешају у загонетку убиства не квари њихов дух пред било којим великим обим“. Некредитовани рецензент је поставио заплет о томе да је Џералд Вејд пронађен мртав, а затим је рекао: „За сада је прича одлична. Заиста и даље обећава све док не дође време када ће загонетка бити решена. Тада се види да је ауторка толико желела да спречи читаоца да погоди решење да је прилично прекорачила границе онога што би требало да буде дозвољено писцу детективских прича. Изнела је податке које је читалац требало да има и није се задовољила разбацивањем лажних трагове раскошном руком. Пажљиво је избегавала да остави било какве трагове који упућују на правог злочинца. Најгоре од свега, само решење је потпуно бесмислено. Ова књига је далеко испод мерила који су поставиле раније приче Агате Кристи."
Часопис Шкот од 28. јануара 1929. рекао је: „Мање добар стилски од неких њених ранијих романа, Мистерија седам сатова... одржава ауторкин углед генијалности.“ Рецензија је даље говорила да је „необична карактеристика ове приче то што ће на крају читалац желети да се врати на причу да види да ли је имао право он или ауторка."
Роберт Барнард је приметио да овај роман има „Исте ликове и окружење из Чимниза“, а затим је своје виђење закључио додајући „али без истог полета и образа“.

## Екранизација
Након успеха троделног серијала Зашто нису питали Еванса 1980. године, London Weekend Television је прилагодио роман Мистерија седам сатова у 140-минутни филм који је емитован у недељу 8. марта 1981. године. Иста екипа, Пат Сендис, Тони Вармби и Џек Вилијамс, радила је на филму у ком су такође глумили Џон Гилгад и Џејмс Ворвик. Шерил Кембел је тумачила Бебицу Брент. Екранизација је била изузетно верна књизи без већих одступања у радњи и ликовима.
Овај други успех екранизације књиге Агате Кристи довео је до тога да је иста телевизија наручи серију Ортаци у злочину за емитовање 1983. и 1984. године.
Филм је премијерно приказан на америчкој телевизији као део емисије Mobil Showcase у априлу 1981.